# Станан
Стана́н, гідри́д олова — неорганічна бінарна сполука складу SnH4. За звичайних умов являє собою малостійкий безбарвний газ. Сполука є надзвичайно сильною отрутою.

## Фізичні властивості
Станан — безбарвний газ. Відносно малостійкий, на світлі може існувати протягом кількох днів, потім розкладається на прості речовини.

## Отримання
Вперше станан був отриманий Фрідріхом Панетом у 1919 році при дії хлоридної кислоти на інтерметалічні сполуки олова:
{\displaystyle \mathrm {Mg_{2}Sn+4HCl\rightarrow SnH_{4}+2MgCl_{2}} }
Пізніше Панет запропонував більш досконалий метод з кращим виходом речовини — відновлення солей олова під дією електролізу:
{\displaystyle \mathrm {Sn(SO_{4})_{2}+4Mg+2H_{2}SO_{4}{\xrightarrow {electrolysis}}SnH_{4}+4MgSO_{4}} }
В наш час відновлення проводять за допомогою гідридів:
{\displaystyle \mathrm {SnCl_{4}+LiAlH_{4}\rightarrow SnH_{4}+LiCl+AlCl_{3}} }

## Хімічні властивості
Станан є малостійкою сполукою. Він повільно розкладається з утворенням олова, а при температурах вище 150 °C — миттєво:
{\displaystyle \mathrm {SnH_{4}\rightarrow Sn+2H_{2}} }
При контакті з великою кількістю кисню може самозайматися:
{\displaystyle \mathrm {SnH_{4}+2O_{2}\rightarrow SnO_{2}+2H_{2}O} }

## Застосування
Станан використовується як прекурсор для отримання станумоорганічних речовин, наприклад, трифенілстанану. Але дані сполуки поки не знайшли широкого використання.